# آرنولد کرامر
آرنولد کرامر (انگلیسی: Arnold Krammer؛ ۱۵ اوت ۱۹۴۱ – سپتامبر ۲۴، ۲۰۱۸ (سن ۷۷)) تاریخ‌نگار اهل ایالات متحده آمریکا بود.
وی همچنین برندهٔ جوایزی همچون برنامه فولبرایت شده‌است.